# 22706 Ganguly
22706 Ganguly este un asteroid din centura principală de asteroizi.

## Descriere
22706 Ganguly este un asteroid din centura principală de asteroizi. A fost descoperit pe 14 septembrie 1998 la Socorro, New Mexico, în cadrul proiectului LINEAR. Asteroidul prezintă o orbită caracterizată de o semiaxă mare de 2,61 ua, o excentricitate de 0,13 și o înclinație de 3,1° în raport cu ecliptica.